# شهلیلا بلوچ
شهلیلا احمدزی بلوچ (بلوچی: شهلیلا احمدزئی بلۏچ) (۱۲ مارس ۱۹۹۶–۱۲ اکتبر ۲۰۱۶) یک بازیکن فوتبال بلوچ اهل پاکستان بود که به عنوان مهاجم در تیم‌های بلوچستان یونایتد و تیم ملی بانوان پاکستان بازی می‌کرد.

## زندگی‌نامه
نام شهلیلا بلوچ پس از ثبت هت تریک در یکی از بازی‌هایش در لیگ مالدیو به عنوان اولین فوتبالیست زن پاکستانی لژیونر که توانست سه گل در یک بازی در خارج از پاکستان به ثمر برساند ثبت شد. وی یکی از بازیکنان تیم ملی بانوان پاکستان در طول مسابقات بانوان SAFF 2014 در اسلام‌آباد بود، این رقابت‌ها آخرین رویداد بین‌المللی بود که تیم بانوان پاکستان در آن به رقابت پرداخته بود. همچنین وی در پیروزی ۴–۱ پاکستان مقابل بوتان در مسابقات بانوان SAFF 2014 موفق به گل زنی شد.
وی دختر رئیس فدراسیون فوتبال زنان پاکستان، روبینا عرفان و خواهر سرمربی تیم بلوچستان یونایتد و سرمربی تیم ملی بانوان پاکستان راحیلا زرمین نیز بود.شهلیلا بلوچ در ۱۲ اکتبر ۲۰۱۶ در کراچی در یک سانحه رانندگی درگذشت.

## افتخارات
- مسابقات قهرمانی ملی فوتبال بانوان : ۲۰۱۴